# Geoffrey Wigdor
Geoffrey Wigdor est un acteur américain né le 23 janvier 1982 à New York (États-Unis).

## Filmographie

### Cinéma
- 1994 : Une maison de fous (It Runs in the Family) de Bob Clark : Flick
- 1996 : Sleepers de Barry Levinson : Young John Reilly
- 1999 : Prémonitions (In Dreams) de Neil Jordan : Vivian Thompson as a Teenager
- 2003 : Le Salut (Levity) de Ed Solomon : Abner Easley

### Télévision
- 1993-1995 : Amoureusement vôtre ("Loving") (série TV) : John Roger 'J.J.' Forbes, Jr. #5 (1993-1995)
- 1998 : On ne vit qu'une fois ("One Life to Live") (série TV) : Eli Traeger (1997-1998)
- 1999 : Haine et Passion ("The Guiding Light") (série TV) : Ryan (1999)
- 2000 : New York, police judiciaire (saison 11 , épisode 8) : Keith Taylor
- 2001 : New York, unité spéciale (saison 3, épisode 5) : Jesse Kleberg
- 2004 : Las Vegas (Sons and Lovers) (série TV) : Kevin
- 2005 : Urgences (You Are Here) (série TV) : Anthony
- 2008 : New York, unité spéciale (saison 10, épisode 6) : Donald "Dizzer" Zuccho
- 2012 : FBI : Duo très spécial (Stealing Home) (série TV) : Smitty
- 2014 : New York, unité spéciale (saison 15, épisode 12) : Tommy
- 2014 : Unforgettable (Moving On) (série TV) : Mark
- 2014 : Elementary (End of Watch) (série TV) : Charlie Riggs